# Javier Cánaves
Javier Cánaves (Palma de Mallorca,  1973) es un escritor español.

## Poesía
Es autor de los poemarios Momentos estelares (Baile del Sol, 2013), Limpieza y absorción (Editorial Delirio, 2011), Molt més en joc (El Tall Editorial, 2007), El peso de los puentes (DVD Ediciones, 2006, Premio Ciudad de Palma Rubén Darío), Al fin has conseguido que odie el blues (Ediciones Hiperión, 2003, Premio de Poesía Hiperión) y Al sur de todo mapa (Ediciones Hiperión, 2001, Premio Internacional de Poesía Antonio Machado en Baeza)

## Novela
Ha publicado Mi Berghof particular (Baile del Sol, 2019), Piscinas iluminadas (Baile del Sol, 2013), Los artistas(Baile del sol, 2011)y La historia que no pude o no supe escribir(Baile del sol, 2009). 

## Otros
Es coguionista del largometraje documental Hotel Formentor (La Perifèrica Produccions, 2010). Desde noviembre de 2008, mantiene el blog "Tu cita de los martes". A mediados de 2007 inició su andadura como articulista en el diario Última Hora. Coordina el taller "El deseo de escribir: los primeros pasos en la escritura" (Fuentetaja) en Palma.

## Publicaciones

### Poesía
- Al sur de todo mapa. Hiperión, Madrid, 2001.
- Al fin has conseguido que odie el blues. Premio Hiperión. Hiperión, Madrid, 2003.
- El peso de los puentes. DVD Ediciones, Barcelona, 2006.
- Molt més en joc. El Tall Editorial, Mallorca, 2007.
- Limpieza y absorción. Editorial Delirio, Salamanca, 2011.
- Momentos estelares. Ediciones Baile del Sol, Tegueste, 2013.

### Narrativa
- La historia que no pude o no supe escribir. Ediciones Baile del Sol, Tegueste, 2009.
- Los artistas. Ediciones Baile del Sol, Tegueste, 2011.
- Piscinas iluminadas. Ediciones Baile del Sol, Tegueste, 2013.
- Mi Berghof particular. Ediciones Baile del Sol, Tegueste, 2019.

### Antologías colectivas que incluyen su obra
- Gente de Nod, fotografías de Alejandro Nafría, selección de Emma Cabal. KRK Ediciones, Oviedo, 2016.[1]